# Luke Madill
Pour les articles homonymes, voir Madill.
Luke Madill (né le 28 mai 1980 à Sydney) est un coureur cycliste australien, spécialiste du BMX et du four-cross en VTT.

## Biographie
Luke Madill décroche au total trois médailles aux mondiaux de BMX de 1998 et 2003, à chaque fois en Australie.
En BMX, il est sélectionné pour participer aux Jeux olympiques d'été de 2008 à Pékin. En préparation de la course BMX, il fait construire une réplique du parcours sur sa propriété de Cranebrook, à l'ouest de Sydney. Il est cependant éliminé dès les quarts de finale de la compétition.

## Palmarès en BMX

### Jeux olympiques
- Rio 2008
  - Éliminé en quarts de finale du BMX

### Championnats du monde
- Melbourne 1998
  -  Médaillé d'argent du BMX cruiser juniors
  -  Médaillé de bronze du BMX juniors
- Perth 2003
  -  Médaillé de bronze du BMX cruiser
- Adelaide 2006
  - 6e du BMX

### Coupe du monde
- 2005 : 4e du classement général, un podium sur la manche de San José
- 2008 : 13e du classement général
- 2009 : 69e du classement général
- 2010 : 19e du classement général
- 2011 : 36e du classement général
- 2012 : 48e du classement général

### Championnats d'Australie
- 1999
  -  Champion d'Australie de BMX
- 2002
  -  Champion d'Australie de BMX
- 2005
  -  Champion d'Australie de BMX
- 2010
  -  Champion d'Australie de BMX

## Palmarès en VTT

### Coupe du monde
- Coupe du monde de four-cross
  - 2008 : un podium sur la manche de Canberra
  - 2009 : un podium sur la manche de Vallnord

### Championnats d'Australie
- 2006
  - 3e du four-cross
- 2008
  -  Champion d'Australie de four-cross